# Saint-Denis-du-Pin
Pour les articles homonymes, voir Saint-Denis.
Saint-Denis-du-Pin est une ancienne commune du Sud-Ouest de la France, située dans le département de la Charente-Maritime dans la région Nouvelle-Aquitaine, devenue le 1er janvier 2016 une commune déléguée au sein de la commune nouvelle d'Essouvert.
Ses habitants sont appelés des Diony-Sapinois et Diony-Sapinoises.
À partir du 1er janvier 2016, la commune se regroupe avec La Benâte pour former la nouvelle commune d'Essouvert.

## Géographie

### Localisation et accès
Saint-Denis-du-Pin est située à deux kilomètres au nord de Saint-Jean-d'Angély et 40 kilomètres au sud de Niort.
Dessertes routières principales : RD 150 (Saintes-Niort) et par la sortie  34 Saint-Jean-d'Angély de l'autoroute A10.

### Hameaux
- le Bourg
- le Pouzat
- Rennebourg
- les Bellais
- Bourgneuf
- Puy Chevrier
- les Grands Arbres
- le Petit Bois
- la Fayolle
- la Guillebrechet
- Bout de Rue
- la Jallet
- le Rousseau
- les Suires
- la Madeleine
- les Béguines

### Communes limitrophes
| La Benâte | Lozay               | Loulay               |
| La Vergne | Saint-Denis-du-Pin  | Antezant-la-Chapelle |
|           | Saint-Jean-d'Angély | Courcelles           |

## Histoire
La commune s'appelait aussi autrefois Le Pin-Saint-Denis ainsi que Le Pin pendant la Révolution jusqu'à son changement de nom officiel le 13 mai 1954.

Philippe le Bel et le futur pape Clément V auraient décidé de la perte des Templiers lors d'une entrevue au hameau de la Fayolle en 1305.
La commune se nommait jusqu'en mai 1954, Le Pin-Saint-Denis. Depuis le 13 mai 1954, son nom officiel est Saint-Denis-du-Pin.

## Administration

### Liste des maires
| Période                                  | Période | Identité      | Étiquette | Qualité              |
| ---------------------------------------- | ------- | ------------- | --------- | -------------------- |
| 2001                                     | 2014    | Michel Paille |           |                      |
| 2014                                     | 2015    | Henri Auger   | DVD       | Agriculteur retraité |
| Les données manquantes sont à compléter. |         |               |           |                      |

## Démographie

### Évolution démographique
L'évolution du nombre d'habitants est connue à travers les recensements de la population effectués dans la commune depuis 1793. À partir du 1er janvier 2009, les populations légales des communes sont publiées annuellement dans le cadre d'un recensement qui repose désormais sur une collecte d'information annuelle, concernant successivement tous les territoires communaux au cours d'une période de cinq ans. 
Pour les communes de moins de 10 000 habitants, une enquête de recensement portant sur toute la population est réalisée tous les cinq ans, les populations légales des années intermédiaires étant quant à elles estimées par interpolation ou extrapolation. Pour la commune, le premier recensement exhaustif entrant dans le cadre du nouveau dispositif a été réalisé en 2005,.
En 2013, la commune comptait 738 habitants, en évolution de +1,65 % par rapport à 2008 (Charente-Maritime : +3,32 %, France hors Mayotte : +2,49 %).
| 1793 | 1800 | 1806 | 1821 | 1831 | 1836 | 1841 | 1846 | 1851  |
| ---- | ---- | ---- | ---- | ---- | ---- | ---- | ---- | ----- |
| 610  | 661  | 652  | 753  | 874  | 903  | 923  | 939  | 1 002 |

| 1856 | 1861  | 1866  | 1872 | 1876  | 1881 | 1886 | 1891 | 1896 |
| ---- | ----- | ----- | ---- | ----- | ---- | ---- | ---- | ---- |
| 963  | 1 055 | 1 027 | 995  | 1 043 | 940  | 864  | 825  | 777  |

| 1901 | 1906 | 1911 | 1921 | 1926 | 1931 | 1936 | 1946 | 1954 |
| ---- | ---- | ---- | ---- | ---- | ---- | ---- | ---- | ---- |
| 717  | 704  | 717  | 708  | 736  | 695  | 694  | 700  | 708  |

| 1962 | 1968 | 1975 | 1982 | 1990 | 1999 | 2005 | 2010 | 2013 |
| ---- | ---- | ---- | ---- | ---- | ---- | ---- | ---- | ---- |
| 708  | 685  | 628  | 668  | 678  | 704  | 723  | 729  | 738  |

## Lieux et monuments

### L'église
En 1025, Kadelon, vicomte d'Aulnay fait don à l'abbaye de Saint-Jean d'un alleu et d'une chapelle construite en l'honneur de saint Denis à Saint-Denis-du-Pin avec ses appartenances, plus la forêt d'Essouvert, le jour où il se fait religieux dans l'abbaye de Saint-Jean (Carta Kadeloni de ecclesia sancti Dionysi de Pino. Hoc est una capella in honore sancti Dionysii constructa).
Le prieuré de Saint-Denis-du-Pin dépendait de l'office de cellerier de l'abbaye de Saint-Jean d'Angély. Il avait été abandonné avec d'autres terres à cette abbaye par le roi Philippe le Bel en 1301 en exécution du legs fait aux bénédictins par Alphonse de Poitiers frère de Saint Louis.
Dans une charte du XIIIe siècle le clocher du Pin est désigné sous le nom d'aiguille du Pin. Le 2 octobre 1630 F. Jean Lambert, cellerier traite avec P. de Méré qui fera le service divin en son lieu et place moyennant 120 livres par an et une barrique de vin.

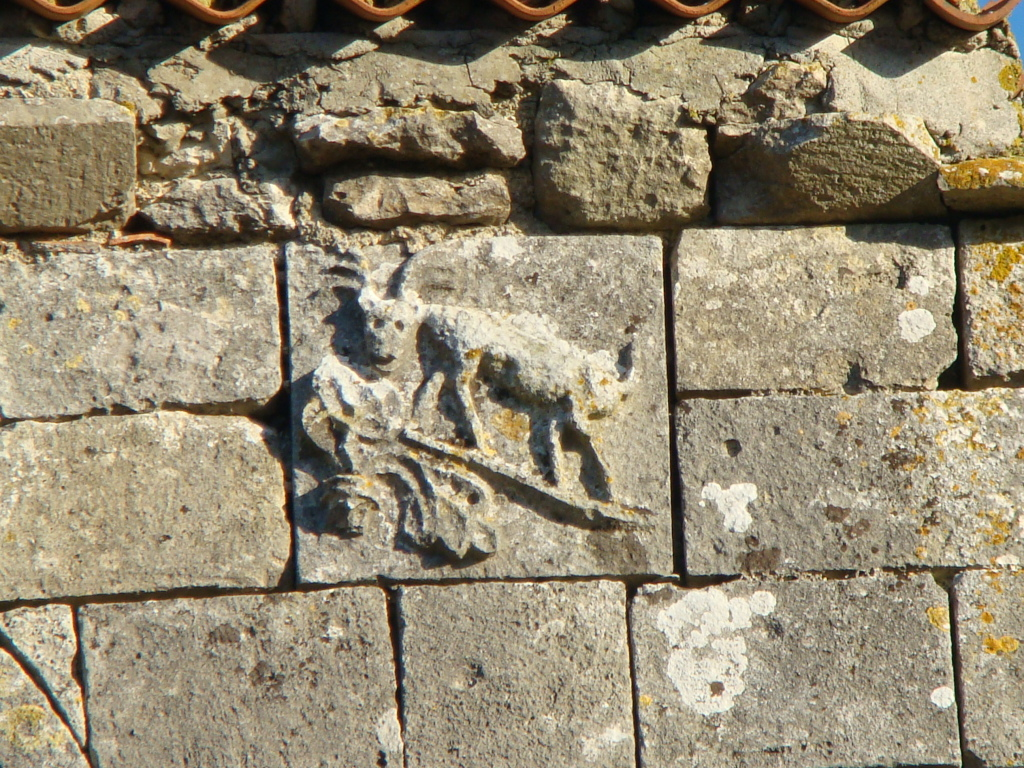
Détail de l'église.
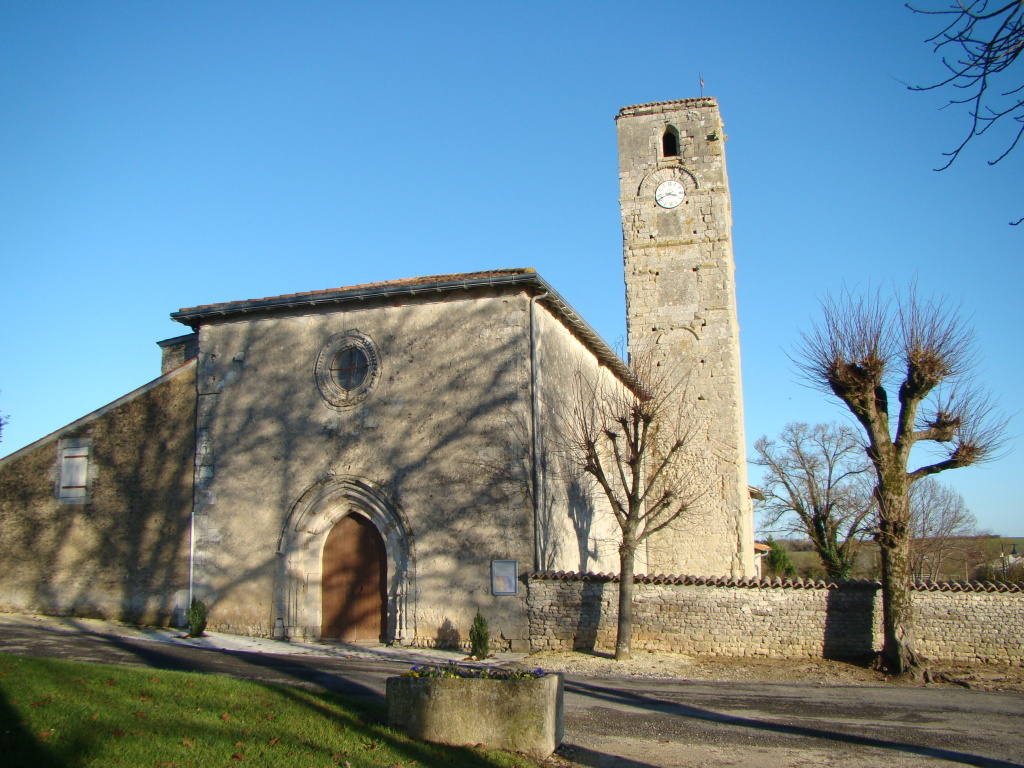
Fronton de l'église.

Église à une nef de petites dimensions avec clocher quadrangulaire flanquant le côté sud, qui par les faibles dimensions de sa surface et son assez grande hauteur présente une silhouette originale faisant penser à une tour romaine.
Ce clocher parait remonter au XIe siècle, c'est avec la travée correspondante de l'église tout ce qui subsiste de l'église primitive : le chœur, la chapelle attenante et la nef ont été reconstruits au XVe siècle.

### La salle de l'Alliance d'Essouvert
La salle de l'Alliance d'Essouvert est un projet ambitieux de salle des fêtes et de spectacle né du partenariat de deux communes, Saint-Denis-de-Pin et La Benâte.
Ce projet innovant de salle modulaire permet de disposer simultanément de une à trois salles indépendantes par le jeu d'un mur mobile. Elle peut accueillir jusqu'à 400 personnes pour des spectacles ou des repas.
Conçue pour respecter l'environnement, implantée en bordure de la forêt d'Essouvert, la salle s'intègre parfaitement au paysage grâce à son toit végétalisé et à son habillage bois. 
Également dans un souci écologique, une partie de l'énergie est fournie pas des panneaux photo-voltaïques et le bâtiment est chauffé par une chaudière à granulés de bois.
La première pierre de ce projet original, soutenu par nombre d'élus, fut posée le 12 septembre 2008 en présence d'une kyrielle d'officiels dont M. Dominique Bussereau (secrétaire d'État aux transports), Mme Ségolène Royal (conseillère régional de Poitou-Charentes), Mme Catherine Quéré (députée de Charente-Maritime)... Elle a été officiellement inaugurée le 27 juillet 2009.

### Le jardin de Pomone
À la Fayolle, un jardin dédié à la déesse Pomone et aux fruits comestibles des climats tempérés. À travers un parcours initiatique mêlé de massifs colorés, de fontaines et de pergolas, ce jardin permet la découverte des fruits comestibles des climats tempérés en posant un regard nouveau sur ces trésors de la Nature.

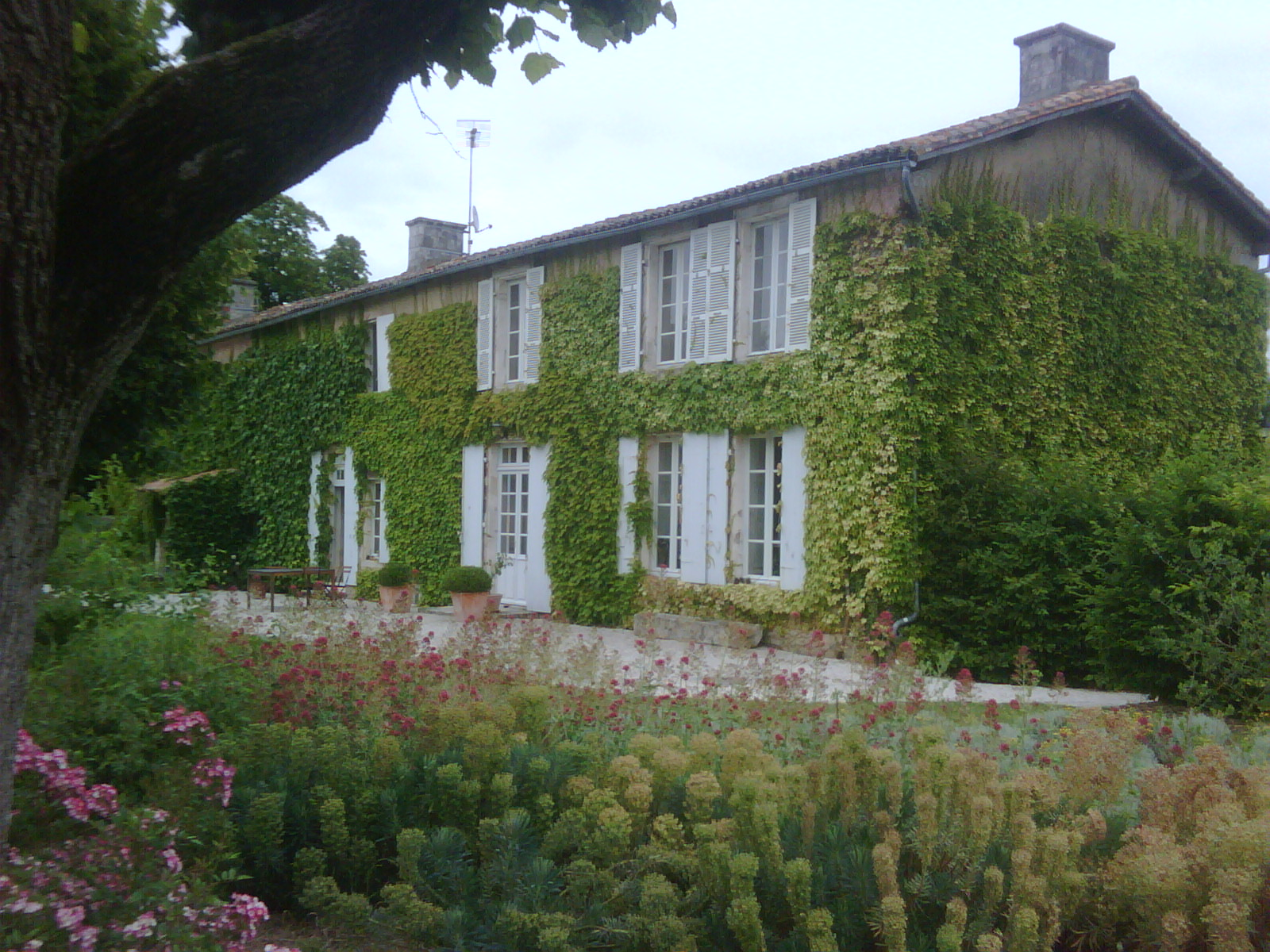
Vue de la maison et jardin.

Consommé au néolithique ou fruit du futur, venant de Chine ou d'Asie Mineure, demeuré sauvage ou depuis longtemps domestiqué, le fruit nous rappelle son lien privilégié tissé avec l'homme au fil du temps, de la géographie et de la botanique. Ce jardin a obtenu le label « Jardin remarquable » en 2010.

## Divers

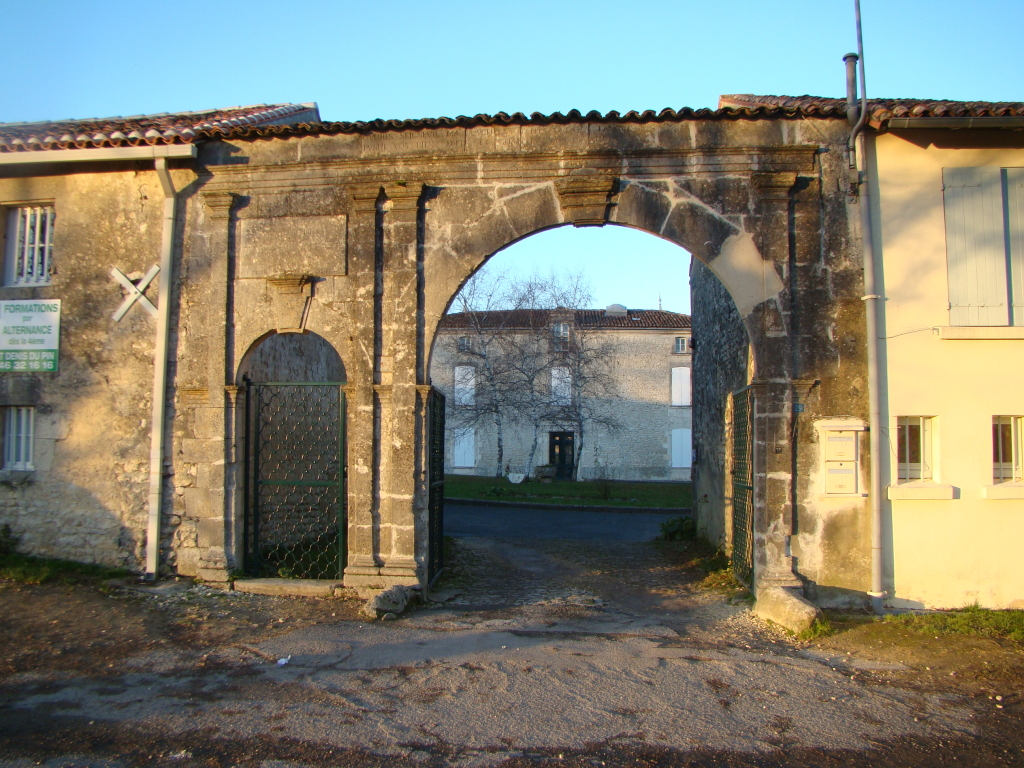
Le logis de la Jallet.
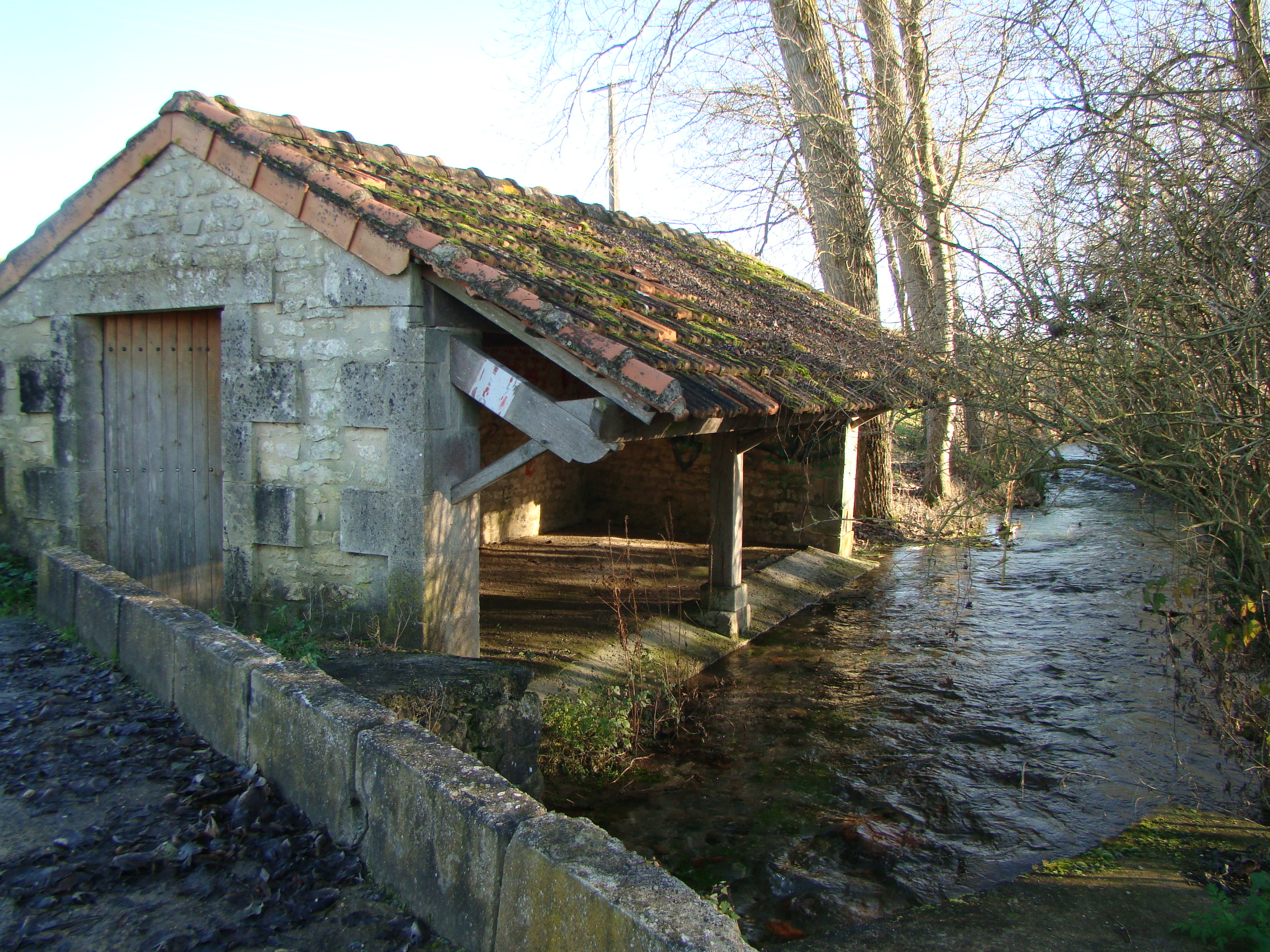
Lavoir de la Jallet.

## Personnalités liées à la commune

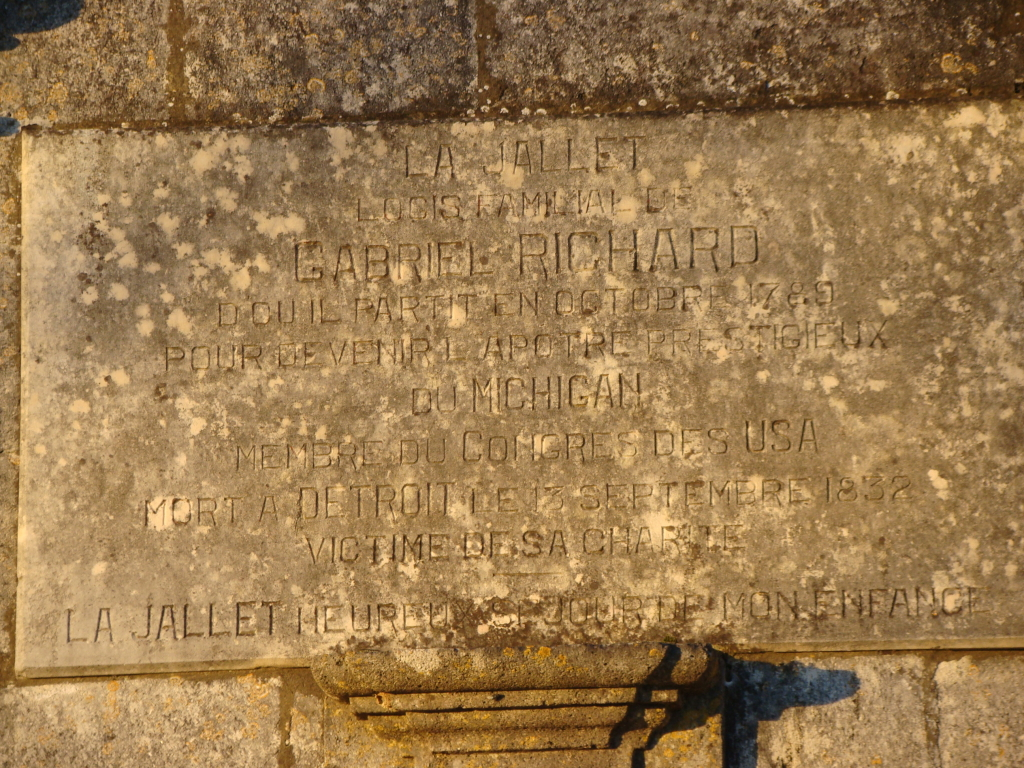
Le fronton du logis de la Jallet.

Père Gabriel Richard, deuxième fondateur de la ville de Détroit dans le Michigan et premier prêtre à servir au congrès des États-Unis (non votant), il vécut une partie de son enfance à Saint-Denis-du-Pin dans le logis de la Jallet.